# John Bogna Bakeni
John Bogna Bakeni (Kiri, Borno, 15 de março de 1975) é um ministro nigeriano e bispo auxiliar católico romano de Maiduguri.
John Bogna Bakeni frequentou pela primeira vez o seminário para meninos em Yola de 1987 a 1993. Ele então estudou filosofia e teologia católica nos seminários de Makurdi e Jos. Em 17 de agosto de 2002 recebeu o Sacramento da Ordem para a Diocese de Maiduguri.
Além das atividades na pastoral paroquial, dirigiu o Centro de Formação Catequética para a formação de catequistas em Kaya de 2002 a 2007. De 2007 a 2012 permaneceu para estudos posteriores na Pontifícia Universidade de São Tomás de Aquino, em Roma, onde obteve seu doutorado. Depois de voltar para casa, ele foi, entre outras coisas, administrador da paróquia da catedral e decano em Maiduguri. Foi membro do Colégio dos Consultores e trabalhou na administração diocesana como secretário e procurador. Ele também presidiu a comissão diocesana para o diálogo inter-religioso. Em 2020, ele era o capelão da comunidade universitária da Universidade de Maiduguri.
O Papa Francisco o nomeou Bispo Titular de Leptinino e Bispo Auxiliar em Maiduguri em 12 de abril de 2022. O Núncio Apostólico na Nigéria, Dom Antonio Filipazzi, ordenou-o bispo em 7 de julho do mesmo ano.